# Marc-Vivien Foé
Marc-Vivien Foé (Nkolo, 1º maggio 1975 – Lione, 26 giugno 2003) è stato un calciatore camerunese, di ruolo centrocampista.

## Carriera

### Club
Centrocampista, ha cominciato la carriera nel Canon Yaoundé. Dopo la partecipazione ai mondiali del 1994 è stato acquistato dal Lens, dove ha giocato per cinque anni, vincendo la Ligue 1 nel 1998. Era stato in procinto di passare al Manchester United, ma un grave infortunio a una gamba annullò le trattative, oltre a fargli saltare il mondiale di Francia.
Si è trasferito al West Ham Utd nel 1999, ma la stagione dopo è subito tornato in Francia, all'Olympique Lyonnais, con cui ha vinto la Coupe de France nel 2001 e il campionato nel 2002. Ha fatto ritorno nella Premier League nel 2002, giocando in prestito nel Manchester City. Ha segnato l'ultimo gol dei Citizens nel vecchio Maine Road, prima della sua prematura scomparsa.

### Nazionale
Nella propria nazionale Foé esordì giovanissimo, diventandone ben presto un pilastro a livello tecnico-tattico; in particolare risultava preziosa la sua capacità di interdizione in mezzo al campo in un calciatore capace di giocare anche a ridosso delle punte e dotato di un tiro molto potente. Era amico fraterno del capitano Rigobert Song con il quale aveva giocato quasi tutte le gare disputate in nazionale.

## La morte

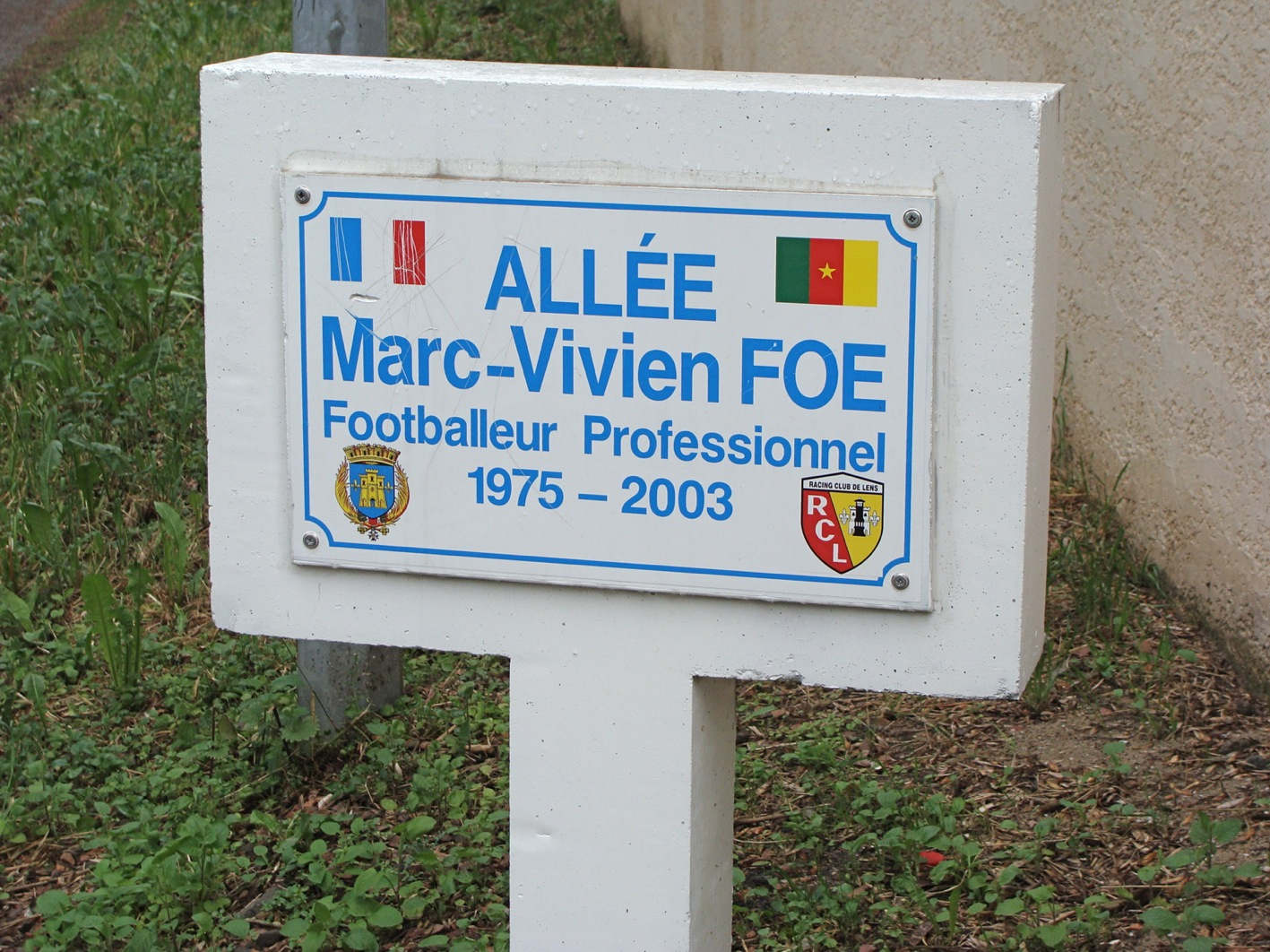
Cartello nel viale Marc-Vivien Foé, a lui dedicato, posto tra il museo Louvre-Lens e lo stadio Félix-Bollaert

Foé morì il 26 giugno 2003 dopo essere collassato, nel cerchio di centrocampo, al 72' della semifinale di Confederations Cup giocata a Lione tra Camerun e Colombia. Soccorso da compagni ed avversari, è deceduto dopo un'ora di tentativi di rianimazione effettuati negli spogliatoi dai risultati inutili.
L'autopsia ha rivelato che la causa di morte è stata un attacco cardiaco, causato da uno sproporzionato ventricolo sinistro (cardiomiopatia ipertrofica). Secondo molti medici la condizione era congenita (molto diffusa peraltro in Africa) e secondo alcuni specialisti la presenza di un defibrillatore allo stadio avrebbe salvato la vita all'atleta. Non sono state trovate tracce di sostanze dopanti nel suo organismo.
Successivamente la moglie di Foé, Marie-Louise, ha dichiarato che pochi giorni prima della partita il marito aveva avuto problemi gastrici e dissenteria.

## Tributi
Numerosi tributi al calciatore sono stati espressi. Dopo la scomparsa, oltre al ritiro della maglia numero 23 da parte del Manchester City, si era profilata la possibilità di intitolare a Foé il nuovo stadio dei Citizens.
Foé è stato sepolto in una tomba realizzata presso uno stabile che porta il nome di Marc-Vivien Foe Sport Complex, nel quartiere Okoui, a Yaoundé.
Alla sua memoria è stato istituito il Premio Marc Vivien Foé per il miglior calciatore africano del massimo campionato francese di calcio.

## Statistiche

### Cronologia presenze e reti in nazionale
| Cronologia completa delle presenze e delle reti in nazionale ― Camerun | Cronologia completa delle presenze e delle reti in nazionale ― Camerun | Cronologia completa delle presenze e delle reti in nazionale ― Camerun | Cronologia completa delle presenze e delle reti in nazionale ― Camerun | Cronologia completa delle presenze e delle reti in nazionale ― Camerun | Cronologia completa delle presenze e delle reti in nazionale ― Camerun | Cronologia completa delle presenze e delle reti in nazionale ― Camerun | Cronologia completa delle presenze e delle reti in nazionale ― Camerun |
| Data                                                                   | Città                                                                  | In casa                                                                | Risultato                                                              | Ospiti                                                                 | Competizione                                                           | Reti                                                                   | Note                                                                   |
| ---------------------------------------------------------------------- | ---------------------------------------------------------------------- | ---------------------------------------------------------------------- | ---------------------------------------------------------------------- | ---------------------------------------------------------------------- | ---------------------------------------------------------------------- | ---------------------------------------------------------------------- | ---------------------------------------------------------------------- |
| 22-9-1993                                                              | Città del Messico                                                      | Messico                                                                | 1 – 0                                                                  | Camerun                                                                | Amichevole                                                             | -                                                                      |                                                                        |
| 10-10-1993                                                             | Yaoundé                                                                | Camerun                                                                | 3 – 1                                                                  | Zimbabwe                                                               | Qual. Mondiali 1994                                                    | -                                                                      |                                                                        |
| 16-3-1994                                                              | Il Cairo                                                               | Egitto                                                                 | 0 – 0                                                                  | Camerun                                                                | Amichevole                                                             | -                                                                      |                                                                        |
| 9-5-1994                                                               | Il Pireo                                                               | Grecia                                                                 | 0 – 3                                                                  | Camerun                                                                | Amichevole                                                             | -                                                                      | 57’                                                                    |
| 11-5-1994                                                              | Il Pireo                                                               | Bolivia                                                                | 1 – 1                                                                  | Camerun                                                                | Amichevole                                                             | -                                                                      |                                                                        |
| 19-6-1994                                                              | Pasadena                                                               | Camerun                                                                | 2 – 2                                                                  | Svezia                                                                 | Mondiali 1994 - 1º turno                                               | -                                                                      |                                                                        |
| 24-6-1994                                                              | Stanford                                                               | Brasile                                                                | 3 – 0                                                                  | Camerun                                                                | Mondiali 1994 - 1º turno                                               | -                                                                      |                                                                        |
| 28-6-1994                                                              | Palo Alto                                                              | Russia                                                                 | 6 – 1                                                                  | Camerun                                                                | Mondiali 1994 - 1º turno                                               | -                                                                      |                                                                        |
| 16-10-1994                                                             | Douala                                                                 | Camerun                                                                | 1 – 0                                                                  | Zaire                                                                  | Qual. Coppa d'Africa 1996                                              | -                                                                      |                                                                        |
| 8-1-1995                                                               | Douala                                                                 | Camerun                                                                | 0 – 0                                                                  | Malawi                                                                 | Qual. Coppa d'Africa 1996                                              | -                                                                      |                                                                        |
| 24-12-1995                                                             | Yaoundé                                                                | Camerun                                                                | 1 – 0                                                                  | Liberia                                                                | Amichevole                                                             | 1                                                                      |                                                                        |
| 13-1-1996                                                              | Johannesburg                                                           | Sudafrica                                                              | 3 – 0                                                                  | Camerun                                                                | Coppa d'Africa 1996 - 1º turno                                         | -                                                                      |                                                                        |
| 18-1-1996                                                              | Johannesburg                                                           | Camerun                                                                | 2 – 1                                                                  | Egitto                                                                 | Coppa d'Africa 1996 - 1º turno                                         | -                                                                      | 70’                                                                    |
| 24-1-1996                                                              | Durban                                                                 | Angola                                                                 | 3 – 3                                                                  | Camerun                                                                | Coppa d'Africa 1996 - 1º turno                                         | -                                                                      | 74’                                                                    |
| 10-11-1996                                                             | Lomé                                                                   | Togo                                                                   | 2 – 4                                                                  | Camerun                                                                | Qual. Mondiali 1998                                                    | -                                                                      |                                                                        |
| 12-1-1997                                                              | Yaoundé                                                                | Camerun                                                                | 0 – 0                                                                  | Angola                                                                 | Qual. Mondiali 1998                                                    | -                                                                      | 39’                                                                    |
| 22-2-1997                                                              | Nairobi                                                                | Kenya                                                                  | 0 – 0                                                                  | Camerun                                                                | Qual. Coppa d'Africa 1998                                              | -                                                                      | 72’                                                                    |
| 8-6-1997                                                               | Luanda                                                                 | Angola                                                                 | 1 – 1                                                                  | Camerun                                                                | Qual. Mondiali 1998                                                    | -                                                                      |                                                                        |
| 22-6-1997                                                              | Yaoundé                                                                | Camerun                                                                | 2 – 2                                                                  | Gabon                                                                  | Qual. Coppa d'Africa 1998                                              | -                                                                      |                                                                        |
| 15-11-1997                                                             | Liverpool                                                              | Inghilterra                                                            | 2 – 0                                                                  | Camerun                                                                | Amichevole                                                             | -                                                                      | Ammonizione                                                            |
| 22-12-1997                                                             | Il Cairo                                                               | Egitto                                                                 | 2 – 0                                                                  | Camerun                                                                | Amichevole                                                             | -                                                                      |                                                                        |
| 28-1-1998                                                              | Garoua                                                                 | Camerun                                                                | 1 – 0                                                                  | Angola                                                                 | Amichevole                                                             | -                                                                      |                                                                        |
| 1-2-1998                                                               | Bouaké                                                                 | Costa d'Avorio                                                         | 1 – 0                                                                  | Camerun                                                                | Amichevole                                                             | -                                                                      |                                                                        |
| 7-2-1998                                                               | Ouagadougou                                                            | Camerun                                                                | 1 – 0                                                                  | Burkina Faso                                                           | Coppa d'Africa 1998 - 1º turno                                         | -                                                                      |                                                                        |
| 11-2-1998                                                              | Ouagadougou                                                            | Guinea                                                                 | 2 – 2                                                                  | Camerun                                                                | Coppa d'Africa 1998 - 1º turno                                         | -                                                                      | 88’                                                                    |
| 15-2-1998                                                              | Ouagadougou                                                            | Camerun                                                                | 2 – 1                                                                  | Algeria                                                                | Coppa d'Africa 1998 - 1º turno                                         | -                                                                      | 54’                                                                    |
| 11-4-1999                                                              | Maputo                                                                 | Mozambico                                                              | 1 – 6                                                                  | Camerun                                                                | Qual. Coppa d'Africa 2000                                              | -                                                                      |                                                                        |
| 6-6-1999                                                               | Yaoundé                                                                | Camerun                                                                | 1 – 0                                                                  | Eritrea                                                                | Qual. Coppa d'Africa 2000                                              | -                                                                      | 87’                                                                    |
| 22-1-2000                                                              | Accra                                                                  | Ghana                                                                  | 1 – 1                                                                  | Camerun                                                                | Coppa d'Africa 2000 - 1º turno                                         | 1                                                                      |                                                                        |
| 28-1-2000                                                              | Accra                                                                  | Camerun                                                                | 3 – 0                                                                  | Costa d'Avorio                                                         | Coppa d'Africa 2000 - 1º turno                                         | -                                                                      |                                                                        |
| 31-1-2000                                                              | Kumasi                                                                 | Camerun                                                                | 0 – 1                                                                  | Togo                                                                   | Coppa d'Africa 2000 - 1º turno                                         | -                                                                      |                                                                        |
| 6-2-2000                                                               | Accra                                                                  | Algeria                                                                | 1 – 2                                                                  | Camerun                                                                | Coppa d'Africa 2000 - Quarti di finale                                 | 1                                                                      |                                                                        |
| 10-2-2000                                                              | Accra                                                                  | Camerun                                                                | 3 – 0                                                                  | Tunisia                                                                | Coppa d'Africa 2000 - Semifinale                                       | -                                                                      | Ammonizione                                                            |
| 13-2-2000                                                              | Lagos                                                                  | Nigeria                                                                | 2 – 2 dts (3 – 4 dtr)                                                  | Camerun                                                                | Coppa d'Africa 2000 - Finale                                           | -                                                                      |                                                                        |
| 19-4-2000                                                              | Yaoundé                                                                | Camerun                                                                | 3 – 0                                                                  | Somalia                                                                | Qual. Mondiali 2002                                                    | 1                                                                      |                                                                        |
| 4-10-2000                                                              | Saint-Denis                                                            | Francia                                                                | 1 – 1                                                                  | Camerun                                                                | Amichevole                                                             | -                                                                      |                                                                        |
| 28-1-2001                                                              | Lomé                                                                   | Togo                                                                   | 0 – 2                                                                  | Camerun                                                                | Qual. Mondiali 2002                                                    | -                                                                      |                                                                        |
| 25-2-2001                                                              | Douala                                                                 | Camerun                                                                | 1 – 0                                                                  | Zambia                                                                 | Qual. Mondiali 2002                                                    | -                                                                      |                                                                        |
| 22-4-2001                                                              | Yaoundé                                                                | Camerun                                                                | 1 – 0                                                                  | Libia                                                                  | Qual. Mondiali 2002                                                    | -                                                                      | 79’                                                                    |
| 31-5-2001                                                              | Ibaraki                                                                | Brasile                                                                | 2 – 0                                                                  | Camerun                                                                | Conf. Cup 2001 - 1º turno                                              | -                                                                      |                                                                        |
| 2-6-2001                                                               | Niigata                                                                | Giappone                                                               | 2 – 0                                                                  | Camerun                                                                | Conf. Cup 2001 - 1º turno                                              | -                                                                      |                                                                        |
| 4-6-2001                                                               | Niigata                                                                | Camerun                                                                | 2 – 0                                                                  | Canada                                                                 | Conf. Cup 2001 - 1º turno                                              | -                                                                      | 70’                                                                    |
| 1-7-2001                                                               | Yaoundé                                                                | Camerun                                                                | 2 – 0                                                                  | Togo                                                                   | Qual. Mondiali 2002                                                    | 1                                                                      | 49’ 62’                                                                |
| 14-7-2001                                                              | Lusaka                                                                 | Zambia                                                                 | 2 – 2                                                                  | Camerun                                                                | Qual. Mondiali 2002                                                    | 1                                                                      |                                                                        |
| 14-11-2001                                                             | Poznań                                                                 | Polonia                                                                | 0 – 0                                                                  | Camerun                                                                | Amichevole                                                             | -                                                                      |                                                                        |
| 7-1-2002                                                               | Ouagadougou                                                            | Burkina Faso                                                           | 1 – 3                                                                  | Camerun                                                                | Amichevole                                                             | 1                                                                      | Uscita                                                                 |
| 11-1-2002                                                              | Tunisi                                                                 | Tunisia                                                                | 0 – 1                                                                  | Camerun                                                                | Amichevole                                                             | -                                                                      | 67’                                                                    |
| 20-1-2002                                                              | Sikasso                                                                | Camerun                                                                | 1 – 0                                                                  | RD del Congo                                                           | Coppa d'Africa 2002 - 1º turno                                         | -                                                                      |                                                                        |
| 25-1-2002                                                              | Sikasso                                                                | Camerun                                                                | 1 – 0                                                                  | Costa d'Avorio                                                         | Coppa d'Africa 2002 - 1º turno                                         | -                                                                      |                                                                        |
| 29-1-2002                                                              | Sikasso                                                                | Camerun                                                                | 3 – 0                                                                  | Togo                                                                   | Coppa d'Africa 2002 - 1º turno                                         | -                                                                      |                                                                        |
| 4-2-2002                                                               | Sikasso                                                                | Egitto                                                                 | 0 – 1                                                                  | Camerun                                                                | Coppa d'Africa 2002 - Quarti di finale                                 | -                                                                      |                                                                        |
| 7-2-2002                                                               | Bamako                                                                 | Camerun                                                                | 3 – 0                                                                  | Mali                                                                   | Coppa d'Africa 2002 - Semifinale                                       | 1                                                                      |                                                                        |
| 10-2-2002                                                              | Bamako                                                                 | Senegal                                                                | 0 – 0 dts (2 – 3 dtr)                                                  | Camerun                                                                | Coppa d'Africa 2002 - Finale                                           | -                                                                      | 23’                                                                    |
| 27-3-2002                                                              | Buenos Aires                                                           | Argentina                                                              | 2 – 2                                                                  | Camerun                                                                | Amichevole                                                             | -                                                                      |                                                                        |
| 17-4-2002                                                              | Vienna                                                                 | Austria                                                                | 0 – 0                                                                  | Camerun                                                                | Amichevole                                                             | -                                                                      |                                                                        |
| 26-5-2002                                                              | Kōbe                                                                   | Camerun                                                                | 2 – 2                                                                  | Inghilterra                                                            | Amichevole                                                             | -                                                                      | 54’                                                                    |
| 1-6-2002                                                               | Niigata                                                                | Camerun                                                                | 1 – 1                                                                  | Irlanda                                                                | Mondiali 2002 - 1º turno                                               | -                                                                      |                                                                        |
| 6-6-2002                                                               | Saitama                                                                | Arabia Saudita                                                         | 0 – 1                                                                  | Camerun                                                                | Mondiali 2002 - 1º turno                                               | -                                                                      |                                                                        |
| 11-6-2002                                                              | Shizuoka                                                               | Germania                                                               | 2 – 0                                                                  | Camerun                                                                | Mondiali 2002 - 1º turno                                               | -                                                                      | 8’                                                                     |
| 11-2-2003                                                              | Châteauroux                                                            | Costa d'Avorio                                                         | 3 – 0                                                                  | Camerun                                                                | Amichevole                                                             | -                                                                      | 77’                                                                    |
| 19-6-2003                                                              | Saint-Denis                                                            | Camerun                                                                | 1 – 0                                                                  | Brasile                                                                | Conf. Cup 2003 - 1º turno                                              | -                                                                      | 64’                                                                    |
| 21-6-2003                                                              | Saint-Denis                                                            | Camerun                                                                | 1 – 0                                                                  | Turchia                                                                | Conf. Cup 2003 - 1º turno                                              | -                                                                      | 75’                                                                    |
| 26-6-2003                                                              | Lione                                                                  | Colombia                                                               | 0 – 1                                                                  | Camerun                                                                | Conf. Cup 2003 - Semifinale                                            | -                                                                      | 23’                                                                    |
| Totale                                                                 |                                                                        | Presenze                                                               | 63                                                                     |                                                                        | Reti                                                                   | 8                                                                      |                                                                        |

## Palmarès

### Club

#### Competizioni nazionali
- Campionato francese: 2

Lens: 1997-98
Lione: 2001-02
- Coppa di Lega francese: 1

Lione: 2000-01

#### Competizioni internazionali
- Coppa Intertoto UEFA: 1

West Ham: 1999

### Nazionale
- Coppa d'Africa: 2

Ghana-Nigeria 2000, Mali 2002

### Individuale
- Pallone di bronzo alla Confederations Cup:

2003